# Condado de Kamienna Góra
Nota linguística: Não confundir hrabstwo (condado) com powiat (divisão administrativa)..
Kamienna Góra (polaco: powiat kamiennogórski) é um powiat (condado) da Polónia, na voivodia de Baixa Silésia. A sede é a cidade de Kamienna Góra. Estende-se por uma área de 396,13 km², com 46 699 habitantes, segundo os censos de 2005, com uma densidade 117,89 hab/km².

## Divisões admistrativas
O condado possui:
Comunas urbanas: Kamienna Góra
Comunas urbana-rurais: Lubawka
Comunas rurais: Kamienna Góra, Marciszów
Cidades: Kamienna Góra, Lubawka

## Demografia
População (dados de 30 de Junho de 2005):
|          | Total   | Total | Mulheres | Mulheres | Homens  | Homens |
| -------- | ------- | ----- | -------- | -------- | ------- | ------ |
|          | pessoas | %     | pessoas  | %        | pessoas | %      |
| Total    | 46 699  | 100   | 24 090   | 51,6     | 22 609  | 48,4   |
| Cidades  | 28 161  | 100   | 14 795   | 52,5     | 13 366  | 47,5   |
| Povoados | 18 538  | 100   | 9295     | 50,1     | 9243    | 49,9   |